# Tipula (Trichotipula) megalodonta
Tipula (Trichotipula) megalodonta is een tweevleugelige uit de familie langpootmuggen (Tipulidae). De soort komt voor in het Nearctisch gebied.